# Anticlinura biconica
Anticlinura biconica é uma espécie de gastrópode do gênero Anticlinura, pertencente a família Mangeliidae.